# Ōtomo no Kuronushi
Ōtomo no Kuronushi (jap. 大友黒主 Ōtomo no Kuronushi; ur. pomiędzy 824-835, zm. 923) – japoński arystokrata i poeta, tworzący w okresie Heian; zaliczany do Sześciu Mistrzów Poezji.
Ōtomo no Kuronushi był zarządcą (dairyō) powiatu Shiga w prowincji Ōmi, wywodził się z prowincjonalnego rodu spokrewnionego z cesarzem. Trzy utwory jego autorstwa zostały zamieszczone w Kokin-wakashū – cesarskiej antologii poezji powstałej w okresie Heian. Utwory Ōtomo no Kuronushi znalazły się także w kolejnych cesarskich antologiach poezji: Gosen wakashū i Shūi wakashū. Kamo no Chōmei w Mumyōshō wspomina, że w prowincji Ōmi postawiony został chram ku czci Ōtomo no Kuronushi.